# Сазонов, Пантелеймон Петрович
Пантеле́ймон Петро́вич Сазо́нов (27 мая (по другим данным 21 мая) 1895, Гродно, Российская империя — 3 октября 1950, Москва, СССР) — советский режиссёр мультипликационных фильмов, сценарист.

## Биография
Пантелеймон Петрович Сазонов родился 27 мая (по другим данным 21 мая) 1895 года в г. Гродно.
Учился в Московском университете на юридическом факультете (1913—1917), во ВХУТЕМАСе. В 1918—1929 годах работал следователем в различных учреждениях Липецка, Тамбова и Москвы. В 1920 году был Председателем уголовно-следственной комиссии Тамбова. В 1921—1923 годах — заместитель начальника Сокольнического Исправдома Москвы. Одновременно занимался в различных изостудиях.
В мультипликации с 1929 года. До 1936 года работал с А. В. Ивановым, затем самостоятельно. Входил в бригаду «ИВВОС» (первоначально «ИВВОСАЖИ»). Участвовал в разработке и применении метода рисованного звука «Иввостон». В 1936—1950 годах — на киностудии «Союзмультфильм» (с перерывом с 1943 по 1948 год — на киностудии «Воентехфильм»). Работал с художниками В. Бочкарёвым и Я. Рейтманом, композитором И. Ковнером, в 1941—1943 годах — в паре с режиссёром Л. Бредисом. В 1940—1941 годах был главным режиссёром Калужского драмтеатра.
Умер 3 октября 1950 года на 56-м году жизни в Москве. Похоронен на Донском кладбище.

## Семья
- Жена: Сазонова, Лидия Витольдовна (1899—1982) — ассистент режиссёра по монтажу (мультипликация), работала на радио.
- Сын: Сазонов, Анатолий Пантелеймонович (1920—1991) — художник мультипликационного кино, педагог; заслуженный художник РСФСР.
- Дочь: Сазонова, Татьяна Пантелеймоновна (1926—2011) — художник-постановщик мультипликационных фильмов. Была замужем за режиссёром-мультипликатором Юрием Прытковым, над фильмами которого неоднократно работала.

## Фильмография

### Сценарист
1. 1933 — Помни! — не сохранился
2. 1933 — Цветные поля — не сохранился
3. 1935 — Квартет — не сохранился
4. 1935 — Неисправимый — не сохранился
5. 1937 — Здесь не кусаются
6. 1937 — Незваный гость (ворона и лисица)
7. 1938 — Курица на улице
8. 1938 — Сказка про Емелю
9. 1940 — Сказка о попе и его работнике Балде
10. 1941 — Слон и Моська
11. 1942 — Сластёна
12. 1944 — Орёл и крот

### Режиссёр-сценарист
1. 1948 — Охотничье ружьё

### Режиссёр
- 1926 — В когтях советской власти
- 1927 — Взрыв
- 1933 — Не будь беспечным — не сохранился
- 1933 — Помни! — не сохранился
- 1933 — Цветные поля — не сохранился
- 1934 — Вор
- 1935 — Квартет — не сохранился
- 1935 — Неисправимый — не сохранился
- 1936 — Опасная прогулка — не сохранился
- 1937 — Кого мы били — не сохранился
- 1937 — Здесь не кусаются
- 1937 — Незваный гость (ворона и лисица)
- 1938 — Курица на улице
- 1938 — Сказка про Емелю
- 1938 — Кошкин дом
- 1940 — Сказка о попе и его работнике Балде
- 1941 — Стервятники
- 1941 — Слон и Моська
- 1942 — Сластёна
- 1943 — Фон Граббе
- 1944 — Орёл и крот
- 1949 — Как начиналась жизнь — режиссёр мультвставки
- 1950 — Лиса-строитель

### Художник-постановщик
1. 1933 — Помни! — не сохранился
2. 1934 — Вор
3. 1935 — Квартет — не сохранился
4. 1935 — Неисправимый — не сохранился